# Cherif
Cherif és una sèrie de televisió francesa de detectius en 6 temporades creada per Lionel Olenga, Laurent Scalese i Stéphane Drouet, emesa del 25 d'octubre de 2013 al 22 de febrer de 2019 a France 2 i retransmesa a partir del 6 de setembre de 2016 al 13e rue. Al Canadà, la sèrie està disponible des del 6 de novembre de 2019 a la plataforma ici.tou.tv.

## Sinopsi
Capità de la brigada criminal de Lió, Kader Cherif (Abdelhafid Metalsi) és un apassionat de la seva feina i gaudeix dels que se'n sorprenen. Un policia de camp que coneix com ningú la seva ciutat, no abandona mai la seva comissaria de La Croix-Rousse, ja que viu just al davant, en un pis de la planta baixa. Cherif també ha tingut els millors resultats en la resolució de crims durant diversos anys. Això legitima els seus mètodes de vegades originals i poc ortodoxos, i no deixa de provocar friccions amb la seva companya policial, la rigorosa Adeline Briard (Carole Bianic), filla del director de la policia judicial de París i que ha estat traslladada a Lió després del suïcidi del seu germà.
Ella i Cherif acabaran tenint una relació amorosa; aquesta es veurà estroncada amb la marxa de Briard, que serà reemplaçada a la comissaria per Roxane Le Goff (Aurore Erguy).

## Producció
L'any 2010, France 2 va llançar una licitació per a noves sèries. Lionel Olenga, Laurent Scalese i Stéphane Drouet busquen oferir una sèrie de detectius més entretinguda, i aporten un costat "surrealista" i "poc convencional" a Cherif.
A principis de 2015, el canal va renovar la sèrie per a una tercera temporada a causa dels comentaris positius de la segona temporada, i Adbdelhafid Metalsi va confirmar que la tercera temporada estava en procés d'escriure's.

### Rodatge
A diferència dels mètodes de producció habituals, la primera temporada es va rodar en dues etapes, primer del 15 d'octubre al 7 de desembre de 2012 (episodis 1 al 4), després de l'11 de febrer al 5 d'abril de 2013 (episodis 5 al 8).
Buscant una ciutat de província, un dels productors, originari de Lió, li va proposar la seva ciutat, i la sèrie es filma a la seva àrea metropolitana. L'exterior de la comissaria es troba a la Place Bellevue de Lió, tot i que la ubicació real és un edifici d'habitatges. El pis del capità Cherif es troba al número 1 de la rue Bodin, just davant de la suposada comissaria, els interiors de la qual es filmen a Caluire-et-Cuire, a la zona on es trobava l'empresa Majorette.
En els diferents episodis, podem veure entre d'altres el col·legi de Tourette (boulevard de La Croix-Rousse), el castell de Perrache, el palau de justícia de Lió, el barri de la Confluència, el fort de Montessuy a Caluire-et-Cuire, Rillieux-la-Pape, l'hotel Le Simplon o el casino Le Lyon Vert situat a La Tour-de-Salvagny. La braseria Les Boulistes (plaça Tabareau de Croix-Rousse), anomenada explícitament, serveix com a punt de trobada dels conspiradors corruptes dels episodis 5-9 i 5-10.

### Emissió
El 18 de maig de 2019, Takis Candilis, director de programes de France 2, va anunciar que no hi hauria una setena temporada de Cherif, ja que l'intèrpret principal va decidir deixar la sèrie.
Aquesta sèrie també s'emet a la Suïssa francòfona. El 2020, la Société Radio-Canada s'associa amb France Télévisions perquè la sèrie es publiqui a la seva plataforma ici.tou.tv.